# アメリア・オーピー
アメリア・オーピー（1769年11月12日 - 1853年12月2日、英: Amelia Opie、旧姓: オールダーソン（Alderson））は、1828年までのロマン主義時代に多くの小説を発表したイギリスの作家であり、イングランドのノーウィッチを代表する奴隷制度廃止論者でもあった。イギリス議会に提出された奴隷制度の廃止を求める女性達の請願書に署名された18万7000人もの名前の中で最初に記載されていたのが彼女の名前であった。

## 若年期と影響
1769年11月12日に生まれる。医者のジェームス・オールダーソンと、ノーウィッチ出身のアメリア・ブリッグスの娘として生まれたが、兄弟姉妹はおらず一人っ子だった。また母親は恵まれない人々を気遣うかのように彼女を育てた。1784年12月31日に母親が亡くなった後、父親のお手伝いと女主人となり、1807年に父親が亡くなるまでずっと父親の傍にいた。
伝記作家によれば、オーピーは「快活で、魅力的で、洗練された衣装に興味を持ち、上品な技能を身につけ、幾人かの崇拝者がいた」という。生涯に渡って文通してきた裁判官のエドワード・オールダーソンの従妹であり、画家のヘンリー・ペロネ・ブリッグスの従姉でもあった。オールダーソンは急進的な思想を受け継いだ上に、イギリス議会オールド・サラム選挙区の国会議員で急進派のジョン・ホーン・トゥックの熱烈な崇拝者でもあった。オーピーは俳優のジョン・フィリップ・ケンブル、女優のサラ・シドンズ、政治評論家のウィリアム・ゴドウィンや社会思想家のメアリ・ウルストンクラフトのような活動家と近しい関係にあった。

## 経歴

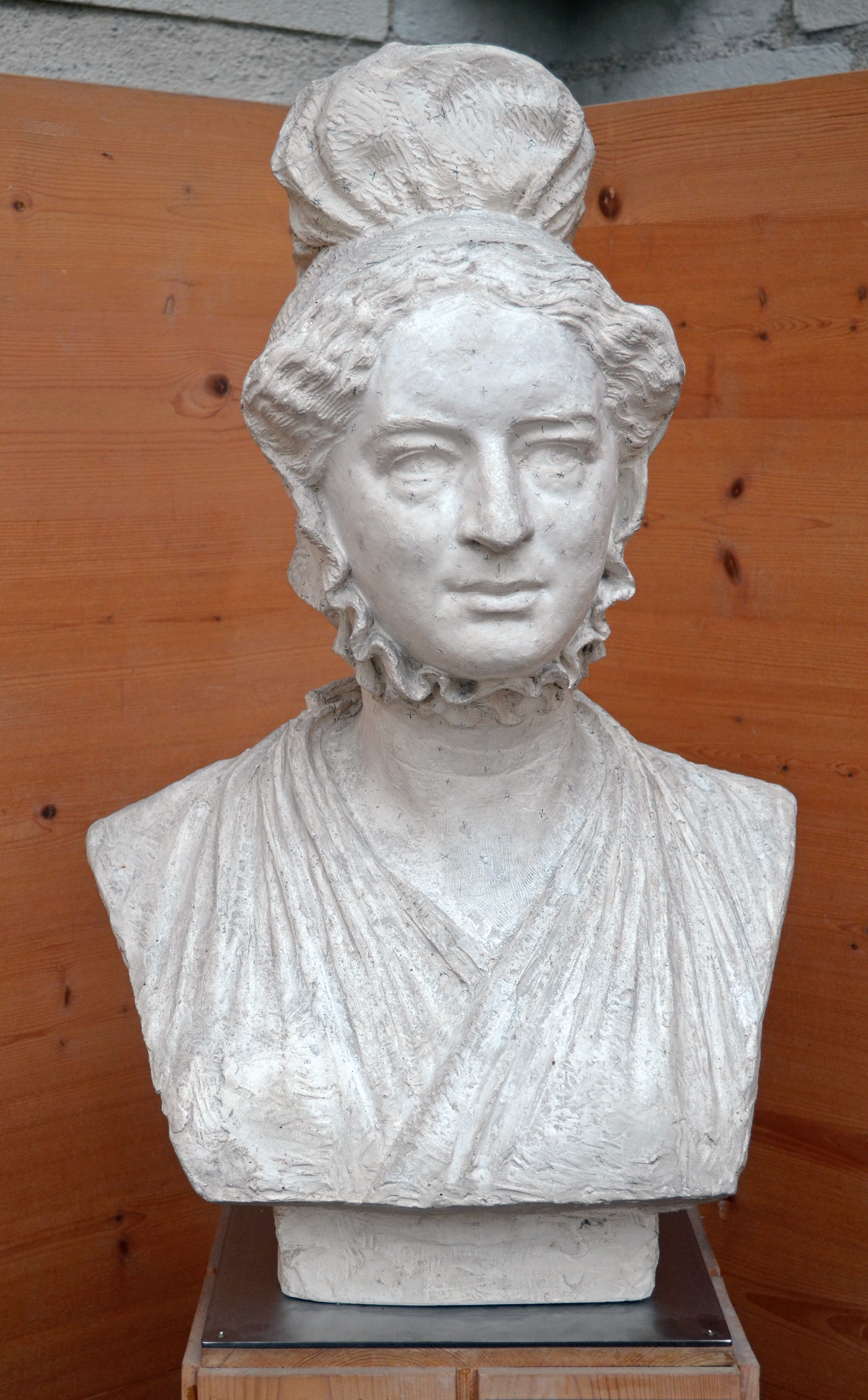
アメリア・オーピーの彫像（ダヴィッド・ダンジェ作）

青春時代の彼女は詩や戯曲を執筆したり、アマチュア演劇を主宰したりしていた。18歳の時に『The Dangers of Coquetry』と題した小説を執筆した。 
1801年には『Father and Daughter』というタイトルの小説を上梓した。正真正銘の空想と哀感を表していると特徴づけられたこの小説は人を欺く美徳と家族との調和について描かれている。この小説が出版された後、彼女は頻繁に小説を発表するようになった。1802年に発表した『Poems』という本は第6版を重ねた。小説執筆を続けるようにとの夫からの激励を受けて、女性教育や結婚生活、および奴隷制度廃止への探求を描いた『Adeline Mowbray』を1804年に上梓した。特にこの小説はオーピーの旧友であるメアリ・ウルストンクラフトの経歴に関わるものとして注目されている。アメリカ人実業家のギルバート・イムレーとの婚外恋愛は哲学者のウィリアム・ゴドウィンとの結婚の時と同じように取り沙汰された。それまでのゴドウィンは女性を財産のように所有することによる制度としての結婚というものに反対していたが、ウルストンクラフトの妊娠が発覚したためにそれまでの信条を覆す形で結婚した。この小説の中で、アデリーンは結婚に対して強硬に反対する哲学者と早くに関係を持ち、あいにく自分の見識に反して地主の西インド人男性との結婚を説得されるのである。この小説はアデリーンが自らを犠牲にして貧困から救った混血女性とその家族の物語であり、奴隷制度廃止論者の感情も引き入れている。
この小説には続編がある。以下に記す。
- Simple Tale（1806年）
- Temper（1812年）
- Tales of Real Life（1813年）
- Valentine's Eve（1816年）
- Tales of the Heart（1818年）
- Madeline（1822年）

『The Warrior's Return and other poems』は1808年に出版された。

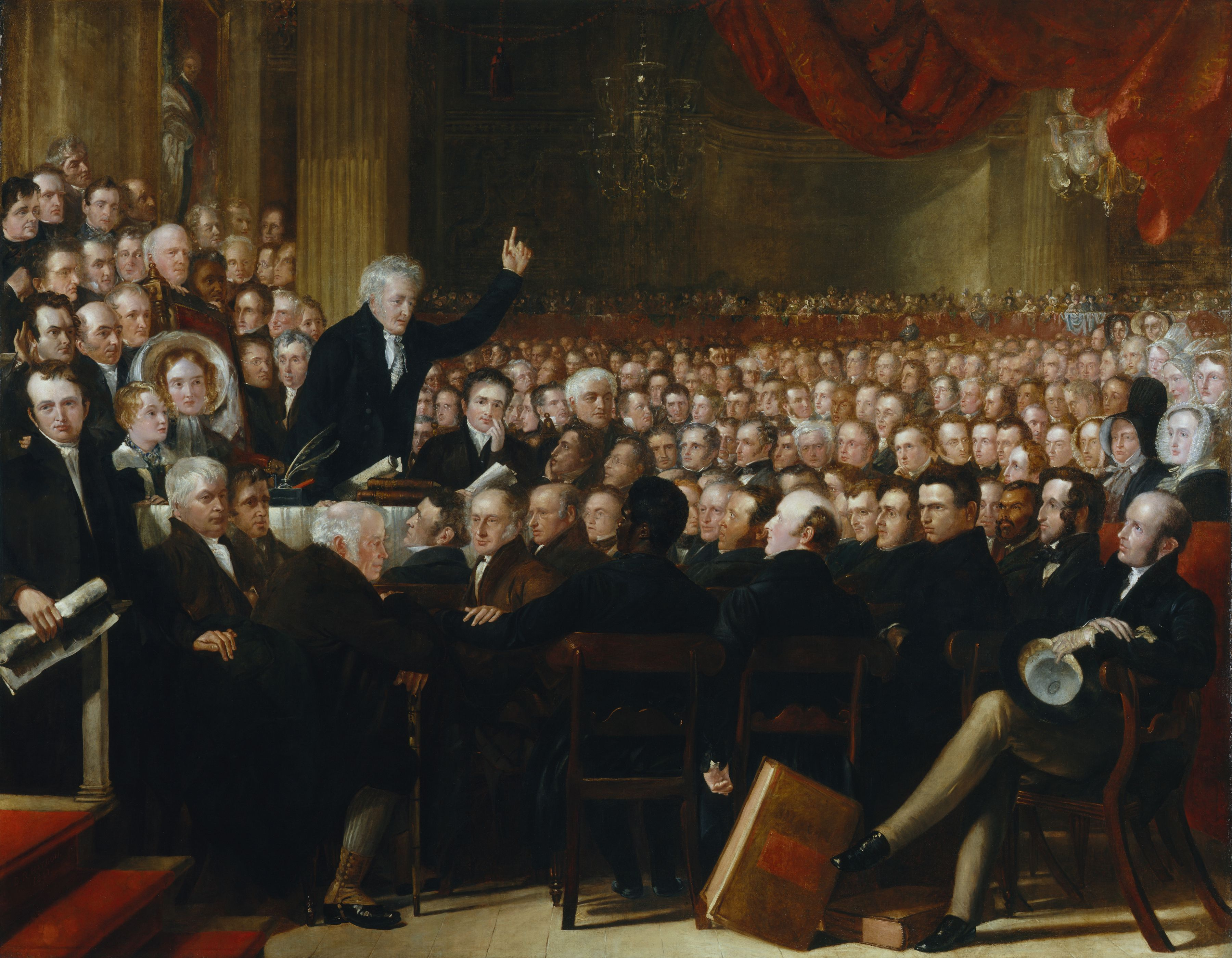
反奴隷制度世界会議の様子。代表者を確認するためのカーソルを動かしている - 右側に女性の代表者たちがいる。

1825年、オーピーは長年の友人でありノーウィッチでの隣人でもあったヨゼフ・ジョン・ガーニーとその姉妹たちの影響力で、亡くなったばかりの父親からの反対があったにもかかわらずキリスト友会に入会した。彼女の人生における休息は主に旅行や慈善事業活動に費やされた。それまでの間、1826年には「The Black Man's Lament」と題した反奴隷制度に関する詩集を、1834年には「Lays for the Dead」と題した礼拝用の詩集本を出版した。またノーウィッチで婦人反奴隷制度協会を結成すべく、慈善家のアンナ・ガーニーとともに働いた。反奴隷制度協会は18万7000人の署名を集めて纏めた請願書をイギリス議会に提出した。請願書の冒頭に署名されたのはアメリア・オーピーとプリシラ・バクストンの2名の名前であった。オーピーは1840年にロンドンで行われた反奴隷制度世界会議に赴いた。その記念となる絵画には彼女が数少ない女性のひとりとして描かれている。

## 私生活
1798年、ノーウィッチでのパーティーで出会った画家のジョン・オーピーと結婚。アメリアはホウカム・ホールで初代レスター伯爵トマス・クックのための依頼を実現するために赴いたのである。2人はオーピーが1791年に移転したベルナーズ街8番地で過ごした。1807年に夫のジョンが没するまでの9年間、幸せな結婚生活を送っていたにもかかわらずアメリアの社会に対する愛情を分かち合うことができなかった。アメリアはロンドンとノーウィッチとの間を往来する生活を送るようになった。初代ボークレア准男爵ウォルター・スコット、リチャード・ブリンズリー・シェリダンやアンヌ・ルイーズ・ジェルメーヌ・ド・スタールなどの小説家と親交があった。晩年になってもオーピーは小説家のジョージ・ボローを来賓として迎えるなど、著述家との繋がりを維持した。ノース・ノーフォーク 海岸沿いの行楽地である クローマーを訪問した後に風邪をひいて寝室に引きこもった。1年後の1853年12月2日にノースウィッチで没したが、最期まで快活さを保っていたといわれる。遺骸はギルデンクロフト・クエーカー共同墓地に埋葬された。
『A Life』という題名が付けられたセシリア・ルーシー・ブライドウェルによる幾分情報を取り除いた感じの伝記が1854年に発行された。

## 代表作品

### 小説と物語
- 危険な媚態（英語版） (匿名による発表) （1790年）
- 父と娘（英語版） （1801年）
- 母と娘（英語版） （1804年）
- Simple Tales （1806年）
- 自制、もしくは、家庭生活（英語版） （1812年）
- First Chapter of Accidents （1813年）
- Tales of Real Life （1813年）
- バレンタイン・イヴ（英語版） （1816年）
- New Tales （1818年）
- Tales of the Heart （1820年）
- The Only Child; or, Portia Bellendon (匿名による発表) （1821年）
- マデリーンという名の物語（英語版） （1822年）
- Illustrations of Lying （1824年）
- Tales of the Pemberton Family for Children （1825年）
- The Last Voyage （1828年）
- Detraction Displayed （1828年）
- Miscellaneous Tales (全12巻) （1845年–1847年）

### 伝記
- Memoir of John Opie（1809年）
- Sketch of Mrs. Roberts（1814年）

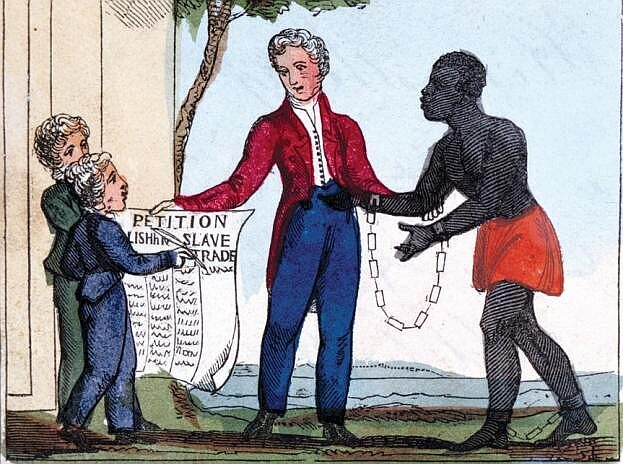
1828年にロンドンで発行されたアメリア・オーピーの詩集本『The Black Man's Lament, Or, How to Make Sugar』に描かれているイラスト

### 詩集
- Maid of Cornith（1801年）
- Elegy to the Memory of 4th Duke of Bedford（1802年）
- Poems（1802年）
- Lines to General Kosciusko（1803年）
- Song to Stella（1803年）
- The Warrior's Return and other poems（1808年）
- The Black Man's Lament（1826年）
- Lays for the Dead（1834年）

### 雑文
- Recollections of Days in Holland （1840年）
- Recollections of a Visit to Paris in 1802 （1831年–1832年）
- Winter's Beautiful Rose, a song with words by Opie and music by Jane Bianchi dedicated to the Viscountesses Hampden[11]